# Bitka pri Ajn Džalutu
Bitka pri Ajn Džalutu (arabsko عين جالوت, kar pomeni Golijatov studenec) je bila bitka med egiptovskimi Mameluki in Mongoli, do katere je prišlo 3. septembra 1260 v Izraelski dolini (Emek Jizre'el) v Palestini.  
Mnogi zgodovinarji menijo, da je imela bitka velik makrozgodovinski pomen, ker je označila  konec  mongolskih osvajanj in njihov prvi prepričljiv vojaški poraz. Mongoli so si po prejšnjih porazih vedno opomogli in nadomestili izgube, po porazu pri Ajn Džalutu pa tega niso bili več sposobni narediti. Mongolski poveljnik Hulegu kan ni bil več sposoben nadaljevati prodiranja v Egipt in njegov Ilkanat se je lahko samo še branil pred napad Mamelukov. Mameluki so kmalu po mongolskem porazu zasedli Sirijo, leta 1300 pa za nekaj časa tudi Palestino.

## Zgodovinsko ozadje
Ko je Mongke leta 1251 postal veliki kan Mongolskega cesarstva, je takoj začel izvrševati načrt svojega starega očeta Džingiskana za vzpostavitev svetovnega imperija. Za poveljnika vojaških operacij na zahodu je izbral svojega brata Hulegu kana. Mongke je ukazal lepo ravnje z vsemi, ki se bodo vdali brez odpora in uničenje vseh, ki se bodo upirali. 
Zbiranje ekspedicijske armade je trajalo pet let, dokler ni bila leta 1256 pripravljena na pohod. Izhodišče vojaških operacij je bila Perzija, od koder je Hulegu krenil proti jugu. 
Vojska je na svoji poti podjarmila Asasine in nadaljevala pohod proti Bagdadu, kjer so se ji pridružili Armenci iz Kilikije in nekaj Frankov iz Kneževine Antiohije. Združena vojska je februarja 1258 zavzela mesto in ga nato popolnoma porušila. Enako usodo so doživeli Ajubidi v Damasku. Hulegu je po obeh zmagah krenil skozi Palestino proti Egiptu, kjer se je srečal z zadnjo veliko islamsko državo – Mameluškim sultanatom.

## Mongolsko odposlanstvo v Egipt
Hulegu je leta 1260 poslal v Kairo svoje odposlance in od sultana Kutuza zahteval njegovo vdajo:
Od kralja kraljev Vzhoda in Zahoda, velikega kana, Mameluku Kutuzu, ki je pobegnil pred našimi sabljami!
Moral bi razmisliti, kaj se je zgodilo z drugimi državami in se nam vdati. Slišal si, kako smo pokorili veliko cesarstvo in očistili zemljo nereda ki jo je kazil. Osvojili smo obsežna ozemlja in poklali vse ljudi. Ne moreš pobegniti pred nasiljem naših armad. Kam lahko pobegneš? Po kateri cesti nam lahko pobegneš? Naši konji so hitri, puščice ostre, naše sablje so kot blisk in grom, naša srca trda kot gora, naši vojaki številni kot pesek. Niti vaše trdnjave niti vaša vojska nas ne bo zaustavila. Vaše molitve k Bogu proti nam nimajo moči. Ne ganejo nas niti solze niti tožbe. Varen bo samo tisti, ki bo prosil za našo zaščito. Pohiti z odgovorom, preden se vname ogenj vojne. Če se boš upiral, te bodo doletele najstrašnejše nesreče. Uničili bomo vaše mošeje in razkrili slabotnost vašega Boga, potem pa bomo pobili otroke in starce. Trenutno si edini sovražnik, proti kateremu se borimo.
Kutuz je na ultimat odgovoril tako, da je odposlance pobil in njihove glave razstavil na kairskih mestnih vratih Bab Zuvejla. 

## Vojaški premiki
Dinamika mongolskega vojnega pohoda  v Palestini se je zaradi smrti Mongke kana upočasnila, ker so se morali Hulegu in drugi visoki mongolski plemiči vrniti domov na volitve njegovega naslednka. Hulegu je kot potencialni veliki kan s seboj odpeljal večino vojske in za seboj pustil samo enega ali dva tumena, se pravi 10.000-20.000 mož, pod poveljstvom svojega najboljšega generala, pokristjanjenega Turka Kitbuka.
Konec avgusta je Kitbukova vojska krenila iz svoje baze v Baalbeku proti jugu in po vzhodni strani obšla Genezareško jezero. 
Mameluški sultan Kutuz se je medtem združil s svojim zaveznikom Bajbarsom I., ki je po izgubi Damaska in večine Sirije hotel obraniti islam.  
Mongoli so po drugi strani poskušali skleniti frankovsko-mongolsko zvezo in zato zahtevali podreditev ostankov Jeruzalemskega kraljestva, katerega sedež je bil v Akonu. Papež Aleksander IV. je to prepovedal. Napetosti med Mongoli in Franki so se zaostrili tudi zato, ker je sidonski grof Julian Grenier povzročil incident, zaradi katerega je umrl eden od Kitbukovih vnukov. Besni Kitbuk je iz maščevanja napadel in oropal Sidon.
Gospoda iz Akona se ni pogajala samo z Mongoli, ampak tudi z Mameluki in iskala njihovo vojaško pomoč proti Mongolom. Mameluki so bili sicer tradicionalni sovražniki Frankov, v trenutni situaciji pa so se jim zdeli Mongoli bolj nevarni in so v precepu med obema silama poskušali ostati nevtralni. Kljub temu je nenavadno, da so Mamelukom dovolili neoviran prehod preko svojega ozemlja in celo oskrbovanje njihovega tabora v bližini Akona. 
Ko je sultan Kutuz izvedel za mongolske premike, je krenil na jug k Ajn Džalutu v Izraelski dolini.

## Bitka
Nasprotnika sta se spodadla 3. septembra 1260. Vojski sta šteli približno po 20.000 mož. Prednost mongolske vojske so bili Gruzinci in kilikijski Armenci, prednost Mamelukov pa njihovo poznavanje terena. Sultan Kutuz je zato skril glavnino svoje vojske na bližnjem višavju in upal, da bo Mongole zvabil v past z majhno vojsko pod Bajbarsovim poveljstvom. 
Obe vojski sta se brez predaha bojevali nekaj ur. Bajbars je večino časa uporabljal taktiko hitrih napadov in umikov v upanju, da bo razdražil Mongole, večina  njegove vojske pa je ostala nedotaknjena. Ko so Mongoli krenili v drug obsežen napad, se je bajbarsova vojska umaknila v višavje. Mongolski poveljnik Kitbuk je takrat naredil usodno napako: namesto da bi posumil v Bajbarsovo zvijačo, se je z vojsko pognal za njimi in padel v zasedo glavnine Kutuzove vojske. Napadli so ga lokostrelci in konjenica in Mongoli so se zelo silovito poskušali izvleči iz obroča. 
Kutuz je z oddelkom svoje zasebne vojske opazoval bitko. Ko je opazil, da mameluško levo krilo popušča pred mongolskimi poskusi preboja, jim je s svojim oddelkom prišel na pomoč in Mongoli so se morali umakniti. Kitbuk sam se ni umaknil, ampak se je bojeval, dokler ga niso ubili. Ko se je bitka končala, je mameluška težka konjenica pokončala če preostale Mongole.
Bitka pri Ajn Džalutu je znana tudi po tem, da so v njej prvič uporabili eksplozivne ročne topove (arabsko midfa). Topove so uporabili Mameluki, predvsem zato, da bi prestrašili mongolske konje in vnesli zmedo v napadalske vrste. Sestava smodnika in načrti topov so bili opisani v arabskih kemijskih in vojaških priročnikih v zgodnjem 14. stoletju. 

## Posledice
Sultana Saif ad-Din Kutuza so po zmagi pri Ajn Džalutu na povratku v Kairo ubili zarotniški emirji pod Bajbarsovim vodstvom. Bajbars je po njegovi smrti postal novi sultan Egipta in njegovi nasledniki so do leta 1291 osvojili še zadnjo križarsko državo v Palestini. Mongoli so bili leta 1261 ponovno poraženi v prvi bitki pri Homsu in dokončno pregnani iz Sirije. 
Notranji spori v Mongolskem cesartvu so Hulegu kanu preprečili, da bi z vso močjo napadel Mameluke in se maščeval za poraz pri Ajn Džalutu. Vladar Zlate horde Berke kan, ki je že pred tem prestopil v islam, je zgrožen opazoval, kako njegovi sorodniki uničujejo Abasidski kalifat, duhovno jedro islama. Muslimanski zgodovinar Rašid al-Din omenja, da je Berke protestiral pri Mongkeju zaradi napada na Bagdad, vendar ni vedel, da je Mongke medtem na Kitajskem umrl. Mameluki so preko svojih vohunov izvedeli za Berkejeve spore s sorodniki, zato so začeli premišljeno navezovati stike z njim in njegovim kanatom.
Ko so Mongoli leta 1262 za svojega novega kana končno izvolili Kublaja, ki je bil njihov zadnji veliki kan, se je Hulegu vrnil na Bližnji Vzhod in zbral vojsko, da bi se maščeval za poraz pri Ajn Džalutu. Berke je medtem začel več vojnih pohodov proti Kavkazu, zato se je Hulegu namesto na jug obrnil proti severu. Proti Mamelukom je poslal samo dva tumena vojakov, katera so Mameluki odbili. 
Med poskusom invazije na Kavkaz je leta 1263 doživel več težkih porazov. Leta 1265 je umrl. Nasledil ga je sin Abaka. 
Spopadi na Kavkazu so pomenili začetek odkrite vojne med Mongoli začetek konca Mongolskega cesarstva.